# Метаморфоза (серия рисунков)
Метаморфоза (Metamorphosis) — серия коллажей-зарисовок Жоана Миро, сделанных между 1935 и 1936 годом. Серия стала интерлюдией к серии «Картины на мазоните».
Как и последующая, серия вдохновлена отношением художника к политической ситуации на тот момент в Испании в целом и в Каталонии в частности, когда в правительство вошли консервативные министры, что вызвало ряд широких протестов.

## Серия
| Дата                        | Format                                                           | Музей                                                   | Город    |
| --------------------------- | ---------------------------------------------------------------- | ------------------------------------------------------- | -------- |
| с 23 марта по 4 апреля 1936 | Чернила, акварель, карандаш, коллаж и газетные вырезки на бумаге | Коллекция Ричарда и Мэри Л. Грей в Фонде Коллекции Грей |          |
| с 23 марта по 4 апреля 1936 | Чернила, акварель, карандаш, коллаж и газетные вырезки на бумаге | Коллекция Пьера Матисса и Фонда Тана                    | Нью-Йорк |
| с 23 марта по 4 апреля 1936 | Чернила, акварель, карандаш, коллаж и газетные вырезки на бумаге | Коллекция Пьера Матисса и Фонда Тана                    | Нью-Йорк |
| с 23 марта по 4 апреля 1936 | Чернила, акварель, карандаш, коллаж и газетные вырезки на бумаге | Частная коллекция, Галерея Злотовски                    | Париж    |
| с 23 марта по 4 апреля 1936 | Чернила, акварель, карандаш, коллаж и газетные вырезки на бумаге | Галерея Гмуржинка                                       | Цюрих    |